# 塔拉特帕夏
穆罕默德·塔拉特（羅馬化：Mehmed Talât；1874年9月1日—1921年3月15日，常稱為塔拉特帕夏）為鄂圖曼帝國政治家，為三帕夏之首，知名於一戰期間擔任大維齊爾（帝國宰相及實際統治者）；其出生于阿德里安堡，為波馬克人和吉卜賽人混血。
他在鄂圖曼帝國的政治生涯開始於1908年的埃迪爾內，後來成為內政部長和財政部長（早年為郵局職員），最後於1917年成為大維齊爾。塔拉特也被普遍認為是亞美尼亞大屠殺的主犯，他於1915年4月24日下令逮捕和驅逐伊斯坦堡亞美尼亞人知識分子（亚美尼亚知识分子大驱逐），其中大部分最終被殺害，並於1915年5月30日要求實行特西爾法（臨時遞解出境的法律），這些事件引發了亞美尼亞大屠殺。
在鄂圖曼帝國於1918年11月2日投降後，鄂圖曼帝國戰敗後，他與其餘兩位帕夏一起出逃，其後與其他兩人分道揚鑣獨自隱居德國柏林，但最終仍在1921年被一個亞美尼亞人索戈蒙·泰赫利里安偵察出行踪並行刺身亡。

## 延伸阅读
- Hofmann, Tessa.  (PDF). International Journal of Armenian Genocide Studies. 2020, 5 (1): 67–90  [2022-04-08]. ISSN 1829-4405. doi:10.51442/ijags.0009 . （原始内容存档 (PDF)于2021-03-21）.
- Kieser, Hans-Lukas. . Princeton University Press. 2018. ISBN 978-0-691-15762-7. (Google Books （页面存档备份，存于）)
- Olson, Robert W. . Die Welt des Islams. 1986, 26 (1/4): 46–56. ISSN 0043-2539. JSTOR 1570757. doi:10.2307/1570757.
- Mango, Andrew. . Harry N. Abrams. 2002. ISBN 978-1585673346.
- Nichanian, Mikaël.  [Destroying the Armenians: History of a Genocide]. Presses Universitaires de France. 2015. ISBN 978-2-13-062617-6 （法语）.

| 官衔                     | 官衔                                            | 官衔                       |
| ------------------------ | ----------------------------------------------- | -------------------------- |
| 前任： 薩伊德·哈里姆帕夏 | 奥斯曼帝国大维齐尔 1917年2月4日 - 1918年10月8日 | 繼任： 艾哈邁德·伊澤特帕夏 |